# سوفوآلان (تاش‌اوا)
سوفوآلان (به لاتین: Sofualan) یک منطقهٔ مسکونی در ترکیه است که در تاشوا واقع شده‌است.